# Forstner van Dambenoy

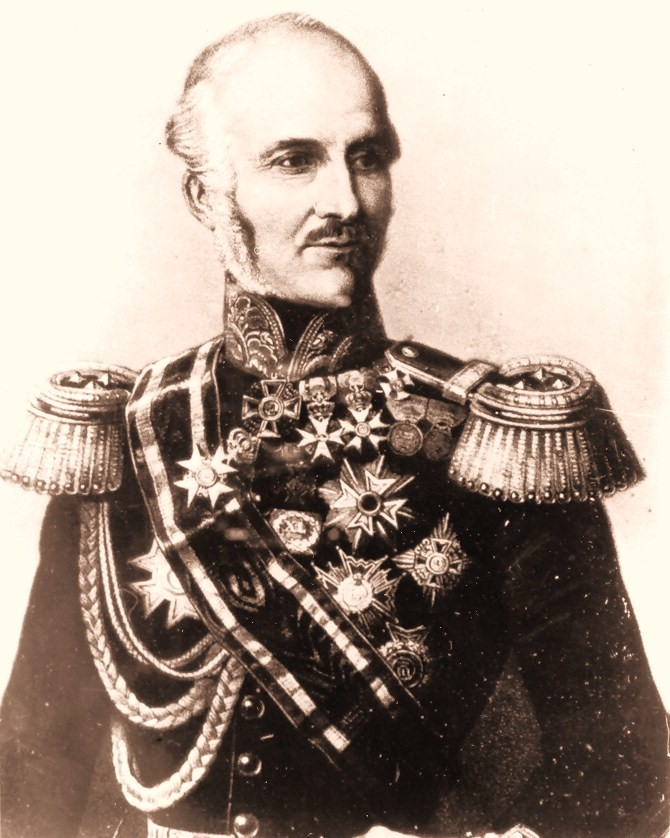
Luitenant-generaal H.F.C. baron Forstner van Dambenoy (1792-1870)

Forstner van Dambenoy is een van oorsprong Boheems geslacht waarvan leden sinds 1828 tot de Nederlandse adel behoren. De Nederlandse adellijke tak is in 1931 uitgestorven.

## Geschiedenis
De stamreeks begint met Christoph Forstner die in 1550 Stadtrichter te Budweis in Bohemen was. Bij besluit van 25 juli 1827 van koning Willem I van Württemberg werd Christian Heinrich Friedrich Wilhelm Forstner van Dambenoy (1762-1837) erkend met de titel van baron. Zijn zoon Hendrik Forstner van Dambenoy (1792-1870) werd bij KB van 4 maart 1828 ingelijfd in de Nederlandse adel met de titel van baron bij eerstgeboorte, terwijl in 1842 de titel van baron op allen werd gehomologeerd. Met een zoon van de laatste stierf het geslacht in 1931 uit.

## Enkele telgen
Christian Heinrich Friedrich Wilhelm Forstner van Dambenoy (1762-1837), officier, onder andere in Statendienst
- Hendrik Frederik Christoph baron Forstner van Dambenoy (1792-1870), luitenant-generaal, minister van Oorlog; trouwde in 1836 met Margaretha Cornelia barones d'Ablaing van Giessenburg (1805-1885), dochter van generaal-majoor Johan Daniël Cornelis Carel Willem baron d'Ablaing van Giessenburg (1779-1859) en lid van de familie D'Ablaing
  - Marie Cornélie barones Forstner van Dambenoy (1838-1908), hofdame van koningin Anna Paulowna
  - Wilhelm Maurits baron Forstner van Dambenoy (1847-1931), kapitein, kamerheer van koning Willem III, mijningenieur in Californië, laatste telg van het geslacht; trouwde in 1872 met Johanna Henriëtta Francina barones van Zuylen van Nijevelt (1844-1914), dochter van minister-president mr. Jacob Pieter Pompejus van Zuylen van Nijevelt (1816-1890) en lid van de familie Van Zuylen van Nijevelt (Rotterdam)